# Stellau (Wandse)
Die Stellau  ist ein Bach in Schleswig-Holstein und Hamburg. Er liegt im Oberlauf im Sommer nicht selten trocken.

## Name
1652 wird der Bach als Stellow schriftlich erwähnt. Der Name wurde vom Ort Stellau auf das Gewässer übertragen, welcher sich wiederum vom mittelhochdeutschen *Stēnlōge mit der Bedeutung „lichter Wald mit Steinen“ ableitet.

## Genereller Verlauf
Die Stellau entspringt aus mehreren Quellen, die zwischen den Ortschaften Stellau und Stapelfeld im Gemeindegebiet von Barsbüttel im Kreis Stormarn liegen. Der Bach kreuzt die Grenze zwischen Hamburg und Schleswig-Holstein und fließt durch einen Tunnel unter dem Freibad Rahlstedt hindurch. Südlich des Rahlstedter Gehölzes mündet der Wiesenhofgraben in die Stellau, die im weiteren Verlauf durch ein Wohngebiet führt. In der Nähe der Rahlstedter Straße, südlich des Zentrums von Hamburg-Rahlstedt, mündet sie in die Wandse.

## Stellau-Auwald
Heute ist die Stellau überwiegend begradigt, früher dagegen floss sie in vielen Schleifen und Windungen. Reste dieser Mäander der Stellau finden sich in Rahlstedt südlich von Großlohe in einem kleinen Auwald.
Der Stellau-Auwald ist von herausragender Bedeutung für die Biotopvernetzung (Biotopverbund), denn er verbindet die Rahlstedter Feldmark mit dem Waldgebiet Wehlbrook und den sich daran anschließenden Wiesenlandschaften. Die Umweltbehörde Hamburg hat den Stellau-Auwald daher als „hochgradig wertvoll“ eingestuft.